# Lactobacillus
Lactobacillus је генус грам-позитивних, факултативних анаеробних или микроаерофилних, штапићастих бактерија које не формирају споре.